# Leo Jiménez (beisbolista)
Leonardo Joel Jiménez (Chitré, Panamá, 17 de mayo de 2001), más conocido como Leo Jiménez, es un jugador profesional panameño de béisbol que se desempeña en la posición de campocorto en Toronto Blue Jays, equipo de las Grandes Ligas de Béisbol (MLB).

## Carrera
En 2024, Jiménez hizo su debut en la MLB con el equipo Toronto Blue Jays, donde lleva jugando una temporada.